# میرزا محمدمهدی ملک‌الکتاب
میرزا محمد مهدی فراهانی (ملک‌الکُتّاب اول) (۱۱۸۲–۱۲۷۰ هـ. ق) شاعر و خطاط و از ملتزمین فتحعلی‌شاه قاجار، متخلص به «عشرت».
پدرش میرزا روح‌الله تفرشی، وزیر صادق خان زند بود. میرزا مهدی در فراهان و بروجرد تحصیل کرد و با ادبیات فارسی و عربی آشنا شد. هنگامی که میرزا بزرگ قائم مقام به وزارت وزارت عباس میرزا به تبریز می‌رفت، میرزا مهدی را به دامادی خود برگزید و همراه برد. در ۱۲۲۶ میرزا ابوالقاسم قائم مقام که به درخواست میرزا بزرگ به وزارت عباس میرزا برگزیده شده بود، به تبریز رفت و میرزا مهدی را برای وکالت در امور ولیعهد به تهران فرستاد. میرزا مهدی توسط ملک‌الشعرای صبا به فتحعلی‌شاه معرفی شد. در ۱۲۳۰ از سوی شاه به «کتابت خاصه همایون» منصوب شد و در ۱۲۳۵ لقب «ملک‌الکتاب» یافت.
س از درگذشت عباس میرزا، قائم مقام به همدستی و همرازی میرزا مهدی محمد میرزا را ولیعهد کردند. محمد میرزا در دستخطی به ملک‌الکتاب چنین می‌نویسد: «میرزا مهدی ملک‌الکتاب مورد مرحمت شد و نظر به خدمات سابق او التفات فرمودیم و از خلصین درگاه سرکار است. بجهت سرافرازی او این چند کلمه بخظ سرکار مرقوم شد، ۱۲۴۹.» پس از قتل قائم مقام ملک‌الکتاب نیز مغضوب شد و به دستور محمدشاه محبوس گشت، ولی پس از چندی از زندان فرار کرد و پیاده به قم رفت و در آن‌جا تحصن جست.
او در تمام دوران سلطنت محمدشاه در تنگدستی و پریشانی زندگی می‌کرد تا پس از جلوس ناصرالدین‌شاه که امیرکبیر به پاس محبت‌های ولی‌نعمت خود قائم مقام، وی را از قم طلبید و باغ‌ها و املاک ضبط شده او را در تهران و شمیران بازپس داد. پس از عزل امیر، ماجراهای پیشین باردیگر تکرار گشت و خانه ملک‌الکتاب به غارت رفت و از جمله قطعات نفیس خطوط استادان که جمع‌آوری می‌کرد نابود شد. ملک‌الکتاب تا سال ۱۲۶۹ در تهران بود و پس از این تاریخ به فراهان رفت و در قریه آهنگران فراهان در ذی‌الحجه ۱۲۷۰ در هشتاد و هشت سالگی درگذشت.
ملک‌الکتاب در نوشتن انواع خط استاد بود و به شیوه درویش عبدالمجید طالقانی می‌نوشت.
قدرت قلم او به قدری بود که در ظرف هفت ساعت یکهزار بیت به خط نیکو می‌نوشت بی‌آنکه سطری سیاه و صفحه‌ای کثیف کرده باشد. از او ابیاتی در مجمع الفصحا و تذکره انجمن خاقان نقل شده، اما دیوانی از وی باقی نمانده است. ملک‌الکتاب مردی ملایم و خوش طینت و صدیق بود. قائم مقام در نامه‌ای به میرزا صادق وقایع‌نویس سادگی او را چنین توصیف می‌کند: «اگر ملک مثل «الف» هیچ ندارد، مخلصان دیگر دارید که مثل شین هم نقطه دارند و هم داندانه و هم مد و هم دایره.»